# جورج واشنطن غوثالز
جورج واشنطن غوثالز (29 يونيو 1858 – 21 يناير 1928) كان جنرالًا في الجيش الأمريكي ومهندسًا مدنيًا، وعرف بإدارته وإشرافه على بناء وافتتاح قناة بنما. شغل منصب مهندس ولاية نيو جيرسي والرئيس البحري المؤقت للجيش الأمريكي.

## نشأته وتعليمه
ولد غوثالز في بروكلين، نيويورك، لوالدين فلمنكيين مهاجرين من ستكينه، بلجيكا، يوهانس بابتيستا (جون لويس) غوثالز، نجارًا، وزوجته ماري لو بارون. في سن الرابعة عشرة، التحق بكلية مدينة نيويورك. في أبريل 1876، بعد ثلاث سنوات في الكلية، حصل على تعيين في الأكاديمية العسكرية للولايات المتحدة في وست بوينت. تخرج في المرتبة الثانية في فصله في عام 1880، وعين ملازم ثانٍ في هيئة المهندسين في الجيش.
المسيرة العسكرية
بقي غوثالز في الأكاديمية العسكرية خلال صيف وخريف عام 1880 برتبة مساعد مساعد مدرس في علم الفلك التطبيقي. في عام 1881، التحق بمدرسة الهندسة التطبيقية في ويليتس بوينت، نيويورك. جاء تعيينه الميداني الأول في عام 1882 برتبة ضابط مهندس في إدارة كولومبيا في فانكوفر، واشنطن. شملت مهامه الروتينية الاستطلاعات والمسوحات والعمل الفلكي، في حين كان مشروعه الأكثر أهمية هو استبدال جسر بطول 120 قدمًا عبر نهر سبوكان.
بين عامي 1885 و1888، درّس الهندسة المدنية والعسكرية في وست بوينت. عاد إلى العمل الميداني في عام 1889 لمساعدة الزعيم جون دبليو. بارلو في تحسينات الملاحة على نهر كمبرلاند ونهر تينيسي.
أثناء تدريسه في وست بوينت، وافق غوثالز على تدريس تشارلز يونغ، ثالث خريج أمريكي أفريقي من وست بوينت؛ إذ رسب يونغ في مادة الهندسة ولكنه نجح وتخرج في عام 1889 بعد تلقيه دروسًا خاصة من غوثالز.
في عام 1891، ترقى غوثالز إلى رتبة قبطان. وكلّف بعد فترة قصيرة بإكمال قناة ماسل شولز على نهر تينيسي بالقرب من فلورنسا في ولاية ألاباما. كانت هذه أول قيادة مستقلة له، وشملت مسؤولياته تصميم وبناء قنطرة ريفرتون على مجرى نهر كولبرت. واجه معارضة من قبل رؤسائه في واشنطن لتوصيته بوجود قنطرة واحدة بارتفاع غير مسبوق يبلغ 26 قدمًا، واضطر لإقناع مهندسي الجيش المحافظين بمزايا تصميمه. بنيت القنطرة بنجاح وحملت الرقم القياسي العالمي لأطول قنطرة. شجع نجاح بناء القنطرة على اعتماد القنطرة عالية الارتفاع في أماكن أخرى، بما في ذلك تلك المستخدمة في قناة بنما لاحقًا.
خلال حرب الولايات المتحدة مع إسبانيا، شغل غوثالز رتبة عقيد ملازم ورئيس المهندسين لمتطوعي الجيش الأمريكي. في عام 1903، أصبح غوثالز عضوًا في الجهاز العام الأول للجيش في واشنطن العاصمة، وعمل خبيرًا في الدفاع الساحلي.

## بناء قناة بنما
رأى تيودور روزفلت أن قناة تحت سيطرة الولايات المتحدة عبر أمريكا الوسطى تشكل مصلحة استراتيجية حيوية للبلاد. شجع روزفلت على استحواذ الولايات المتحدة على مشروع قناة بنما الفرنسي. تمت الموافقة على شراء الأراضي التي كانت تحت السيطرة الفرنسية مقابل 40 مليون دولار بموجب قانون سبونر في 28 يونيو 1902. نظرًا لأن بنما كانت جزءًا من كولومبيا آنذاك، بدأ روزفلت التفاوض مع تلك البلاد للحصول على الحقوق اللازمة. في بداية عام 1903، وقعت معاهدة هاي-هيران من قبل كلتا الدولتين، ولكن مجلس الشيوخ في كولومبيا لم يصادق على الاتفاقية.
ألمح روزفلت إلى المتمردين البنميين بأنه إذا قاموا بالتمرد، فإن البحرية الأمريكية ستقدم المساعدة في نضالهم من أجل الاستقلال. أعلنت بنما استقلالها في 3 نوفمبر 1903، وعرقلت سفينة الحرب الأمريكية ناشفيل التدخل الكولومبي. منح البنميون الفائزون الولايات المتحدة السيطرة على منطقة قناة بنما في 23 فبراير 1904، مقابل 10 ملايين دولار وفقًا لمعاهدة هاي-بوناو-فاريلا الموقعة في 18 نوفمبر 1903.